# Diócesis de Abakaliki
La diócesis de Abakaliki (en latín: Dioecesis Abakalikiensis y en inglés: Roman Catholic Diocese of Abakaliki) es una circunscripción eclesiástica de la Iglesia católica en Nigeria. Se trata de una diócesis latina, sufragánea de la arquidiócesis de Onitsha. Desde el 6 de julio de 2021 su obispo es Peter Nworie Chukwu.

## Territorio y organización
La diócesis tiene 6342 km² y extiende su jurisdicción sobre los fieles católicos de rito latino residentes en el estado de Ebonyi.
La sede de la diócesis se encuentra en la ciudad de Abakaliki, en donde se halla la Catedral de Santa Teresa.
En 2022 en la diócesis existían 174 parroquias.

## Historia
La diócesis fue erigida el 1 de marzo de 1973 con la bula Inter tot acerbitates del papa Pablo VI, obteniendo el territorio de la diócesis de Ogoja.

## Estadísticas
Según el Anuario Pontificio 2023 la diócesis tenía a fines de 2022 un total de 648 000 fieles bautizados.
| Año                                                                             | Población            | Población | Población      | Sacerdotes | Sacerdotes    | Sacerdotes    | Bautizados por sacerdote | Diáconos permanentes | Religiosos | Religiosos | Parroquias |
| Año                                                                             | Bautizados católicos | Total     | % de católicos | Total      | Clero secular | Clero regular | Bautizados por sacerdote | Diáconos permanentes | Varones    | Mujeres    | Parroquias |
| ------------------------------------------------------------------------------- | -------------------- | --------- | -------------- | ---------- | ------------- | ------------- | ------------------------ | -------------------- | ---------- | ---------- | ---------- |
| 1980                                                                            | 133 252              | 1 240 000 | 10.7           | 29         | 15            | 14            | 4594                     |                      | 14         | 36         | 20         |
| 1990                                                                            | 165 000              | 1 340 000 | 12.3           | 38         | 26            | 12            | 4342                     |                      | 12         | 55         | 28         |
| 1999                                                                            | 248 750              | 1 723 000 | 14.4           | 58         | 53            | 5             | 4288                     |                      | 9          | 75         | 42         |
| 2000                                                                            | 269 920              | 1 772 000 | 15.2           | 58         | 53            | 5             | 4653                     |                      | 9          | 79         | 43         |
| 2001                                                                            | 291 350              | 1 676 000 | 17.4           | 58         | 56            | 2             | 5023                     |                      | 6          | 92         | 45         |
| 2002                                                                            | 290 000              | 1 675 000 | 17.3           | 66         | 61            | 5             | 4393                     |                      | 10         | 85         | 48         |
| 2003                                                                            | 310 000              | 1 675 000 | 18.5           | 69         | 65            | 4             | 4492                     |                      | 11         | 86         | 50         |
| 2004                                                                            | 331 000              | 1 675 000 | 19.8           | 72         | 69            | 3             | 4597                     |                      | 10         | 88         | 55         |
| 2005                                                                            | 351 950              | 1 717 000 | 20.5           | 84         | 79            | 5             | 4189                     |                      | 12         | 92         | 64         |
| 2006                                                                            | 374 680              | 1 769 000 | 21.2           | 91         | 90            | 1             | 4117                     |                      | 8          | 129        | 74         |
| 2011                                                                            | 469 970              | 2 024 000 | 23.2           | 112        | 112           |               | 4196                     |                      | 9          | 165        | 92         |
| 2012                                                                            | 484 720              | 2 071 000 | 23.4           | 124        | 124           |               | 3909                     |                      | 9          | 185        | 105        |
| 2015                                                                            | 541 610              | 2 204 000 | 24.6           | 140        | 140           |               | 3868                     |                      | 3          | 162        | 126        |
| 2018                                                                            | 599 820              | 2 571 465 | 23.3           | 161        | 150           | 11            | 3725                     |                      | 17         | 169        | 140        |
| 2020                                                                            | 621 260              | 2 544 970 | 24.4           | 182        | 171           | 11            | 3413                     |                      | 18         | 235        | 152        |
| 2022                                                                            | 648 000              | 2 410 000 | 26.9           | 205        | 194           | 11            | 3160                     |                      | 18         | 214        | 174        |
| Fuente: Catholic-Hierarchy, que a su vez toma los datos del Anuario Pontificio. |                      |           |                |            |               |               |                          |                      |            |            |            |

## Episcopologio
- Thomas McGettrick, S.P.S. † (1 de marzo de 1973- 19 de febrero de 1983 retirado)
- Michael Nnachi Okoro (19 de febrero de 1983- 6 de julio de 2021 retirado)
- Peter Nworie Chukwu, desde el 6 de julio de 2021